# Despina Olympiou
Despina Olympiou (nacida el 17 de octubre de 1975), también conocida como Dena Olympiou, es una cantante chipriota, popular tanto en su país como en Grecia. Fue elegida para representar a Chipre en el Festival de la Canción de Eurovisión con la canción "An me thimase", aunque no pasó a la final.

## Discografía

### Álbumes de estudio
- Ton Mation sou i Kalimera (2000)
- Vale Mousiki (2003)
- Exoume Logo (2004)
- Auto ine Agapi (2005)
- Pes to Dinata (2007; 2008) (Relanzado en 2008 con más canciones).
- Mia stigmi (2009)

### Sencillos
- "Kapote" (2005)
- "Pes to Dinata" (2007)
- "Mazi Xorista" (2007)
- "Paradisos" junto a Michalis Hatzigiannis (2007)
- "Omorfa Psemata" (2008)
- "An me thimasai" (2013)